# Rezolucja Rady Bezpieczeństwa ONZ nr 13
Rezolucja Rady Bezpieczeństwa ONZ nr 13 została przyjęta jednomyślnie 12 grudnia 1946 r.
Po przeanalizowaniu wniosku Syjamu (dzisiejsza Tajlandia) o członkostwo w Organizacji Narodów Zjednoczonych Rada zaleciła Zgromadzeniu Ogólnemu przyjęcie tego państwa do swojego grona.

## Źródło
- UNSCR - Resolution 13